# قصر الروضة (البحرين)
قصر الروضة هو قصر يقع في مدينة الرفاع الغربي وسط البحرين. القصر يقع إلى الشمال من طريق البر من قصر الصخير وإلى الشرق من مدينة حمد.